# Panamomops sulcifrons
Panamomops sulcifrons är en spindelart som först beskrevs av Karl Friedrich Wider 1834.  Panamomops sulcifrons ingår i släktet Panamomops och familjen täckvävarspindlar. Inga underarter finns listade i Catalogue of Life.